# Lovsjunger Herran
Lovsjunger Herran, lovsjunger Herran är måltidspsalm av Nicolaous Selnecker med originaltexten "Lobet den Herren, der ist sehr freundlisch", till en koral från 1568 av Antonio Scandello. Texten är inpirerad av psalm 147 i Psaltaren. Den svenska översättningen är av okänd upphovsman. 
Psalmen inleds 1695 med orden:
Lofsiunger HErran, lofsiunger HErran

Ty han är fast blider
J.O. Wallin skrev 1816 pingstpsalmen "Helige Ande, sanningens Ande" på samma koralmelodi.

## Publicerad i
- Göteborgspsalmboken 1650 under rubriken "Loffsånger effter Måltijdh".[1]
- 1695 års psalmbok som nr 110 med titeln "Lofsiunger Herran, lofsiunger Herran" under rubriken "Konung Davids psalmer"